# 二溴化铬
二溴化铬是一种无机化合物，化学式 CrBr2.

## 制备
CrBr3会被还原为 CrBr2。具体方法是把 CrBr3 和氢气在350-400 °C的温度反应 6–10 个小时，会生成 CrBr2 和溴化氢。
2 CrBr3+H2→2 CrBr2+2 HBr